# Plinius (hố)
Plinius là một hố Mặt Trăng (hố va chạm) nằm ở ranh giới giữa biển Mare Serenitatis ở phía bắc và biển Mare Tranquilitatis ở phía nam. Đường kính của hố là 41 km. Hố được đặt tên theo theo nhà khoa học tự nhiên và tác giả người La Mã Gaius Plinius Secundus. Về phía nam-đông nam của Plinius là hố Ross, và vể phía đông bắc là hố Dawes. Hệ thống rille phía bắc có tên là Rimae Plinius và hố Brackett có đường kính lớn hơn hố. Rìa tây bắc của rille là Promontorium Archerusia, một mũi đất của vành tây ở gần biển Mare Serenitatis.

## Mô tả
Vành dày của hố Plinius có hình thuôn với nhiều bậc thang về phía bên trong cùng sườn nhấp nhô. Hố thiếu hệ thống quang thiêu nhìn thấy. Thềm hố có đồi, và ở giữa là một đỉnh trung tâm có hình dáng của một hố đôi dưới một góc liên tưởng. Một khe hở được gắn liền với phía bắc của đỉnh. Nửa thềm hố phía đông mượt và bằng phẳng hơn phần phía tây, điều này tạo thành hình dáng của một hình bán nguyệt bao quanh đỉnh giữa.

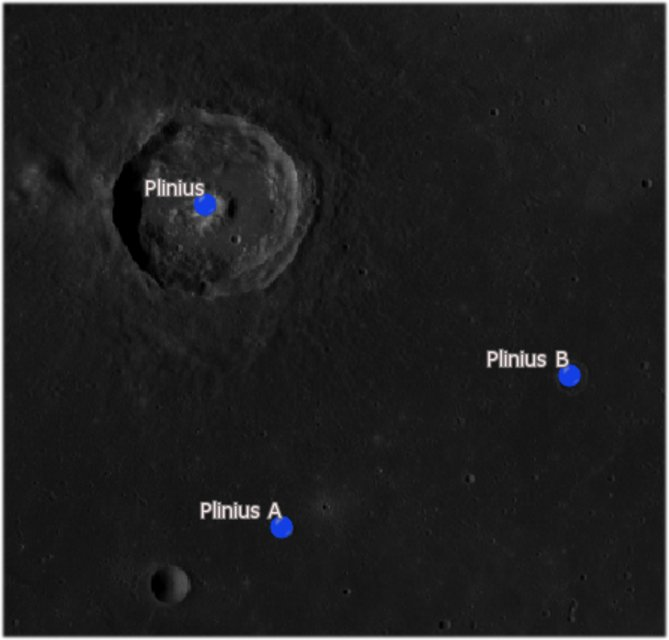
Hố vệ tinh của Plinius

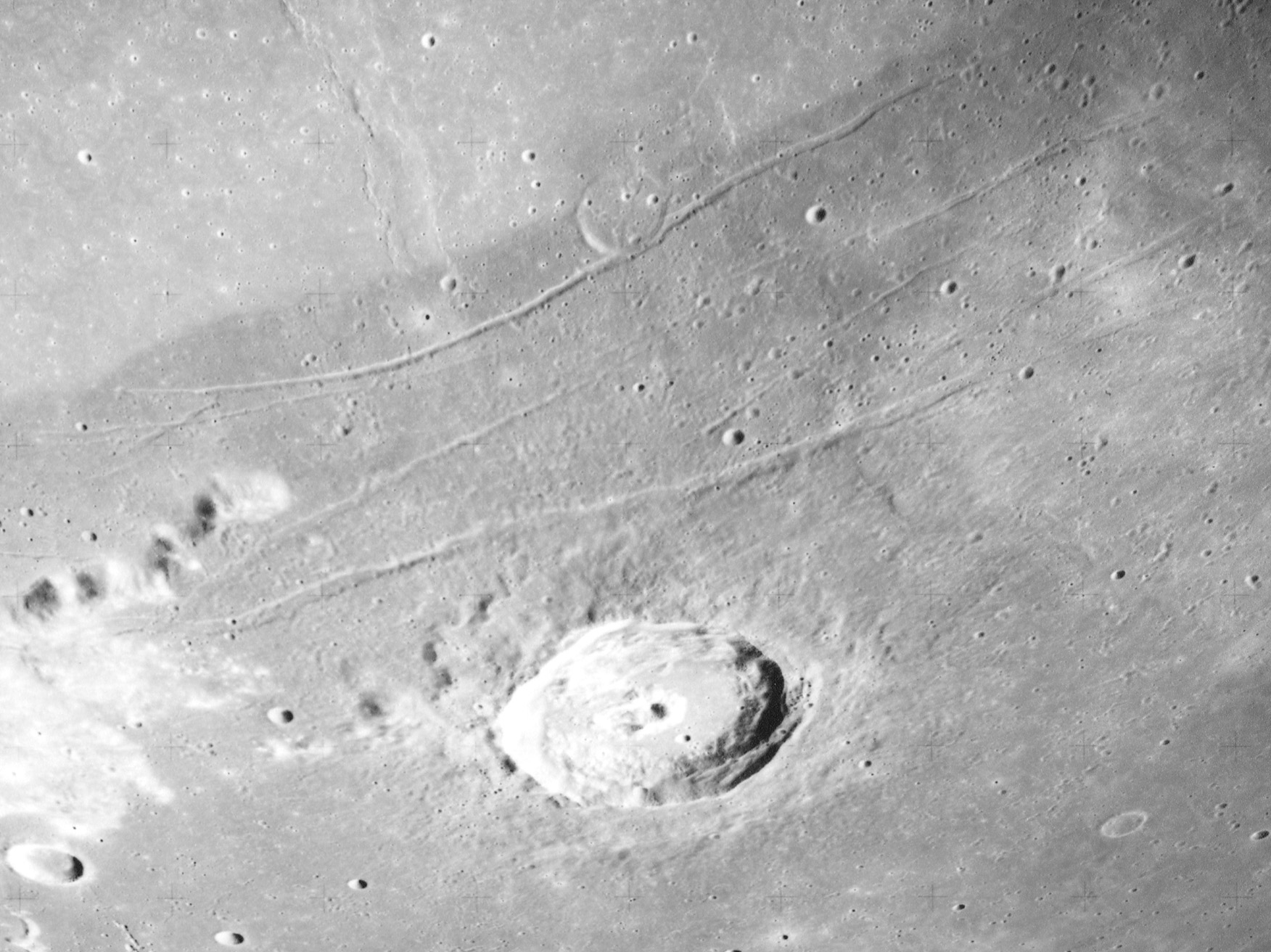
Tầm nhìn gần từ Apollo 17, hướng về phía nam, cho thấy hố Plinius về hệ thống rille của Plinius

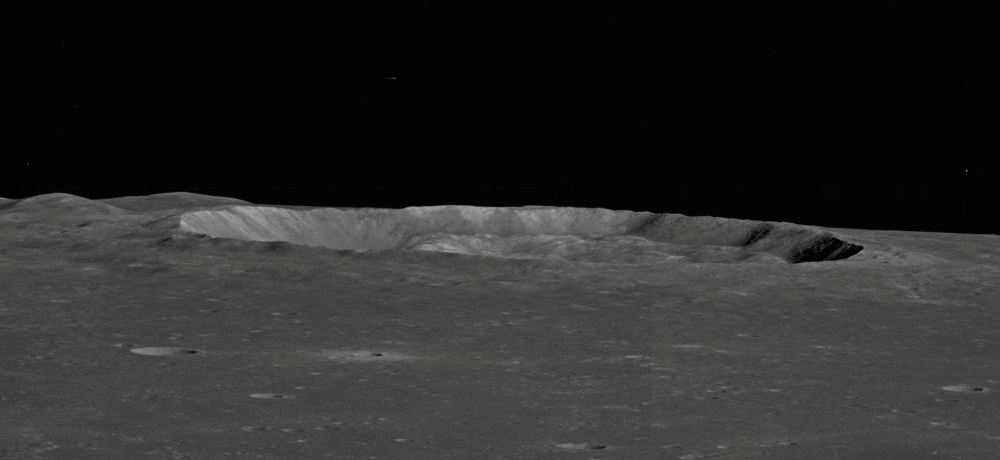
Tầm nhìn cực gần từ Apollo 10, hướng về phía tây bắc.

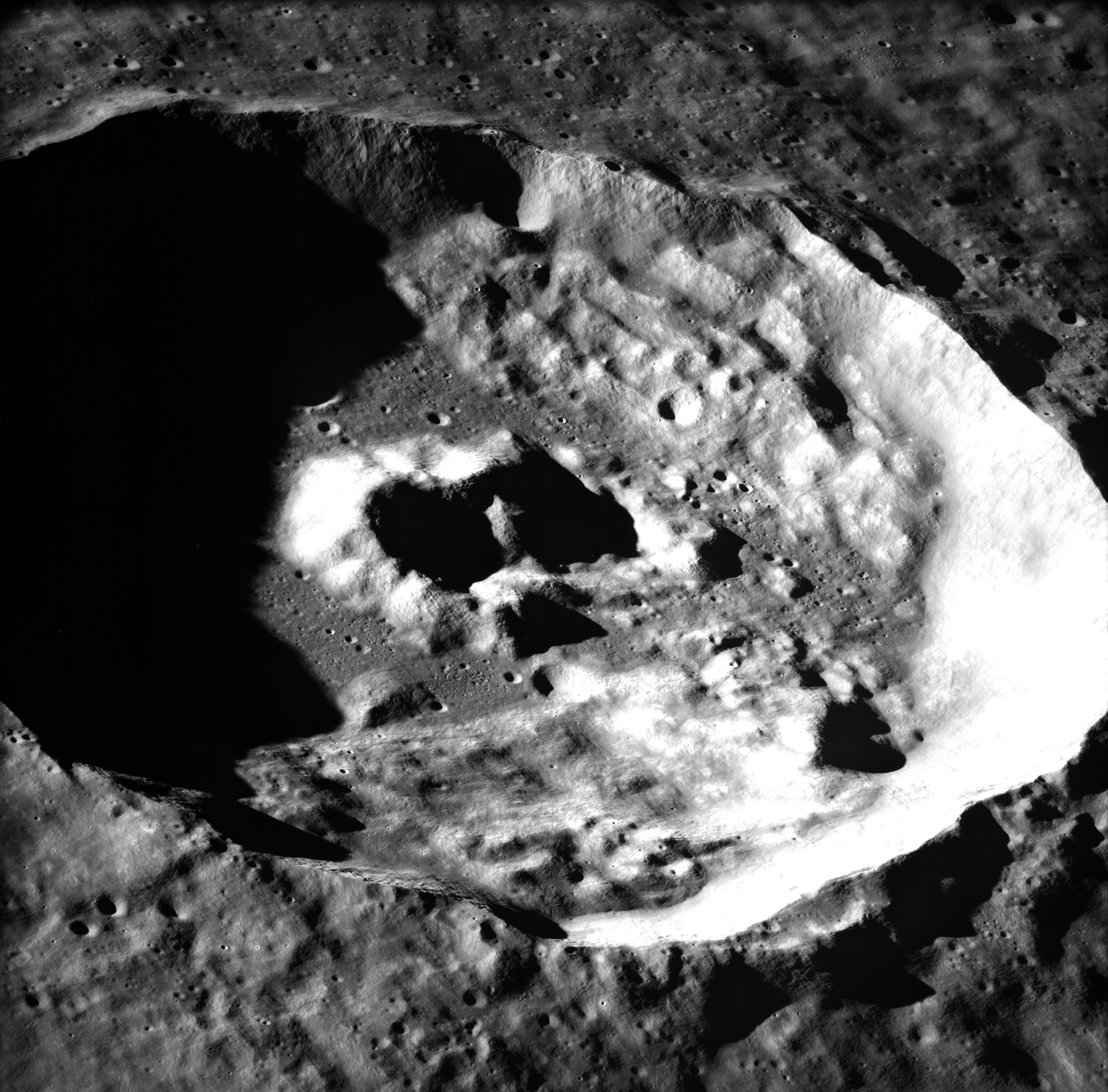
Hình nhìn gần khác từ Apollo 17, hướng về phía nam, khi hố ở gần đường rạng đông.

## Hố vệ tinh
Theo quy ước, những tính chất này được xác định trên bản đồ bằng cách đặt từng chữ cái là tâm của các hố vệ tinh gần với Plinius nhất.
| Plinius | Vĩ độ   | Kinh độ | Đường kính |
| ------- | ------- | ------- | ---------- |
| A       | 13.0° B | 24.2° Đ | 4 km       |
| B       | 14.1° B | 26.2° Đ | 5 km       |

### Bài liên quan
- Wood, Chuck (ngày 8 tháng 12 năm 2009). "Edgy". Lunar Photo of the Day. Bản gốc lưu trữ ngày 9 tháng 10 năm 2019. Truy cập ngày 9 tháng 10 năm 2019., bao gồm một vàu khu vực như Plinius